# Amt Seenlandschaft Waren
Amt Seenlandschaft Waren – niemiecki związek gmin leżący w kraju związkowym Meklemburgia-Pomorze Przednie, w powiecie Mecklenburgische Seenplatte. Siedziba związku znajduje się w mieście Waren (Müritz). Powstał 1 stycznia 2005.
W skład związku wchodzi dwanaście gmin wiejskich (Gemeinde):
1. Grabowhöfe
2. Groß Plasten
3. Hohen Wangelin
4. Jabel
5. Kargow
6. Klink
7. Klocksin
8. Moltzow
9. Peenehagen
10. Schloen-Dratow
11. Torgelow am See
12. Vollrathsruhe

## Zmiany administracyjne
- 1 stycznia 2012
  - połączenie gminy Groß Dratow z gminą Schloen w gminę Dratow-Schloen
- 1 stycznia 2013
  - przyłączenie gminy Vielist do gminy Grabowhöfe
  - przyłączenie gminy Schwinkendorf do gminy Moltzow
- 1 stycznia 2014
  - zmiana nazwy gminy Dratow-Schloen na Schloen-Dratow
- 1 stycznia 2015
  - przyłączenie gminy Neu Gaarz do gminy Jabel
- 26 maja 2019
  - przyłączenie gminy Varchentin do gminy Groß Plasten